# Edmondsia sypnoides
Edmondsia sypnoides är en fjärilsart som beskrevs av Butler 1882. Edmondsia sypnoides ingår i släktet Edmondsia och familjen nattflyn. Inga underarter finns listade i Catalogue of Life.